# Gamariel Mbonimana
 (juin 2021).
 (juin 2021).
La mise en forme du texte ne suit pas les recommandations de Wikipédia : il faut le « wikifier ».
Les points d'amélioration suivants sont les cas les plus fréquents. Le détail des points à revoir est peut-être précisé sur la page de discussion.
- Les titres sont pré-formatés par le logiciel. Ils ne sont ni en capitales, ni en gras.
- Le texte ne doit pas être écrit en capitales (les noms de famille non plus), ni en gras, ni en italique, ni en « petit »…
- Le gras n'est utilisé que pour surligner le titre de l'article dans l'introduction, une seule fois.
- L'italique est rarement utilisé : mots en langue étrangère, titres d'œuvres, noms de bateaux, etc.
- Les citations ne sont pas en italique mais en corps de texte normal. Elles sont entourées par des guillemets français : « et ».
- Les listes à puces sont à éviter, des paragraphes rédigés étant largement préférés. Les tableaux sont à réserver à la présentation de données structurées (résultats, etc.).
- Les appels de note de bas de page (petits chiffres en exposant, introduits par l'outil «  Source ») sont à placer entre la fin de phrase et le point final[comme ça].
- Les liens internes (vers d'autres articles de Wikipédia) sont à choisir avec parcimonie. Créez des liens vers des articles approfondissant le sujet. Les termes génériques sans rapport avec le sujet sont à éviter, ainsi que les répétitions de liens vers un même terme.
- Les liens externes sont à placer uniquement dans une section « Liens externes », à la fin de l'article. Ces liens sont à choisir avec parcimonie suivant les règles définies. Si un lien sert de source à l'article, son insertion dans le texte est à faire par les notes de bas de page.
- La présentation des références doit suivre les conventions bibliographiques. Il est recommandé d'utiliser les modèles {{Ouvrage}}, {{Chapitre}}, {{Article}}, {{Lien web}} et/ou {{Bibliographie}}. Le mode d'édition visuel peut mettre en forme automatiquement les références.
- Insérer une infobox (cadre d'informations à droite) n'est pas obligatoire pour parachever la mise en page.

Pour une aide détaillée, merci de consulter Aide:Wikification.
Si vous pensez que ces points ont été résolus, vous pouvez retirer ce bandeau et améliorer la mise en forme d'un autre article.
Gamariel Mbonimana, né le 15 octobre 1980, est un homme politique rwandais, membre de la Chambre des députés au Parlement du Rwanda depuis 2018. Il est membre du parti libéral du Rwanda. Auparavant, il a été enseignant à l'université de Kigali.

## Biographie

### Jeunesse
Gamariel Mbonimana est né le 15 octobre 1980 dans le district de Kamonyi.
Il annonce être titulaire d'un diplôme en psychopédagogie de l'université de Kibungo (Rwanda)[Quand ?], d'une maîtrise ès gestion de l'éducation de l'université de Kabale en Ouganda[Quand ?][réf. nécessaire].
Il affirme aussi avoir une maîtrise en administration des affaires en logistique et gestion de la chaîne d'approvisionnement[Quand ?] de l'Institut national de gestion des affaires, en Inde, reconnue comme étant une fake university et d'un doctorat en gestion de l'éducation[Quand ?], à la Holy States University, mais en réalité suivi en ligne.

### Carrière

#### Enseignant
Gamariel Mbonimana commence comme enseignant à l'école primaire Rusave (2001-2003), à l'école secondaire moderne de Kayonza enseignant la psychologie, la sociologie, la philosophie et l'éducation politique (2004-2005), comme doyen et enseignant à l'institut Don Bosco Kabarondo (2009-2013)[réf. nécessaire]. Il est chargé de cours à temps partiel sur le campus de l'université Mount Kenya à Kigali.
De janvier 2015 à mars 2016, il est maître de conférences à l'université Mahatma Gandhi du Rwanda[source insuffisante].
En mars 2015, il a rejoint l'université de Kigali où il occupe divers postes tels que coordonnateur du diplôme d'études supérieures en éducation, en tant que doyen de l'école supérieure (janvier-août 2017)[réf. nécessaire] en tant que doyen associé[réf. nécessaire] de l'école postuniversitaire (2017-2018) et a également été conférencier à l'université de Kigali.
Alors qu'il était conférencier, Mbonimana a enseigné la psycho-perspective du développement social, l'orientation et le conseil pédagogiques, les tests, les mesures et l'évaluation, les fondements historiques de l'éducation, la psychologie, la pédagogie, la philosophie, la sociologie, la méthodologie de recherche, la gestion des ressources humaines, le comportement organisationnel, les compétences en communication , Développement de la personnalité, Principes de gestion, Théories et principes de gestion en éducation, Fondements de l'éducation, Administration et gestion des ressources financières, Gestion et administration du personnel, Gestion et administration des affaires académiques, Gestion des programmes, Programmes et administration de l'enseignement supérieur, Enseignement et apprentissage efficaces dans l'enseignement supérieur, Gestion et administration du bien-être des étudiants, Méthodologie de recherche, Politique et planification de l'éducation, gestion des achats et de la chaine d`approvisionnement, Achats locaux et internationaux, Entreposage et gestion des stocks, Logistique et  chaine d`approvisionnement, Gestion des opérations, de la qualité, de la qualité et de la logistique, planification des achats, Négociations et gestion des contrats, Gestion des risques et gestion de  la chaine d`approvisionnement.

#### Politique
Le 4 septembre 2018, Gamariel Mbonimana est élu député de la Chambre des députés au Parlement du Rwanda.
Il est membre de la commission Éducation, technologie, culture et jeunesse du parlement rwandais.
Il est membre du Parti libéral rwandais.
Il est aussi membre du Comite de l'Éducation, Communication et Affaires Cultures (CECAC)[réf. nécessaire] au sein de l'Association Parlementaire de la Francophonie (APF) depuis le 28 mai 2019.

## Œuvres publiées
Il a publié les résultats de ses recherches sur la politique et la gestion de l'éducation, l'interconnexion de la chaîne d'approvisionnement, l'entreposage et la gestion des stocks, la logistique et la politique dans des livres et d'autres revues de publications par les pairs, donc citées avec un H-Index de 7 avec 21 citations dans plus de 12 revues à comité de lecture dans des publications de relations internationales.

### Publications répertoriées
- Chantal Mukarugira et Jean Baptiste Mbanzabugabo « De l'éducation traditionnelle à l'éducation basée sur la technologie dans les écoles primaires du district de Kicukiro, Rwanda », « International Journal of Novel Research in Education and Learning », Vol. 5, numéro 3 (mai-juin 2018). ISSN 2394-9686
- Mbonimana, G. (2018), Influence des manuels scolaires et des ordinateurs sur les performances des élèves dans le district de Kayonza, Rwanda. Article publié dans International Journal of Scientific and Education Research (IJSER). Numéro d'identification du papier : IJSER088. Volume 2, numéro 2, 2018
- Mbonimana, G. (2018), Infrastructures scolaires et performances des élèves du district de Kayonza, Rwanda. Article publié dans International Journal of Social Science and Humanities Research (IJSSHR). Vol. 6, numéro 2, avril 2018 – juin 2018
- Mbonimana, G. (2018), Les défis auxquels sont confrontées les écoles d'éducation de base de neuf ans sur les performances des élèves dans le district de Kayonza, Rwanda. Article publié dans International Journal of Social Science and Humanities Research (IJSSHR). Vol. 6, numéro 2, avril 2018 – juin 2018
- Annoncée Manirarora, G. Mbonimana, D. Mugabo D. (2019). Analyse de la manière dont le génocide contre les Tutsi a affecté les femmes du district de Ngororero. Article publié dans American Research Journal of Humanities & Social Sciences (ARJHSS, E-(ISSN 2378-702X) édité erroné), vol. 02, numéro 05, mai 2019.
- MUKARUGIRA C., Mbonimana G., MBANZABUGABO, J.B (2019). De l'éducation traditionnelle à l'éducation basée sur la technologie dans les écoles primaires du district de Kicukiro, au Rwanda. Vol. 5, numéro 3, mai 2018 – juin 2018. Article publié dans International Journal of Novel Research in Education and Learning.
- SHYIRAMBERE T., Mbonimana G., MUGABO D.(2019). Le rôle joué par l'IPRC Musanze en tant que HIMO dans le développement de sa communauté environnante dans le district de Musanze.
- NAMBAJIMANA C., Mbonimana, G. (2019). L'emploi indépendant par l'EFTP qualifie les jeunes de l'enseignement et de la formation techniques et professionnels au Rwanda. Article publié dans International Journal of Social Science and Humanities Research (IJSSHR), ISSN 2348-3164 (en ligne) Vol. 7, numéro 2, pp : (922-929), mois : avril - juin 2019.
- Mbonimana, G., NGENDAHIMANA, J.C. (2021). Contribution des activités extrascolaires aux performances scolaires dans les lycées : un cas des lycées catholiques du district de Musanze (2015 -2018). Article publié dans International Journal of Recent Research in Social Sciences and Humanities (IJRRSSH). ISSN 2349-7831. Vol. 8, numéro 2, pp : (30-37), mois : avril - juin 2021.
- Mbonimana, G., KWIZERA, P.V. (2021). Impacts de la communauté rwandaise sur la qualité de l'éducation : un cas du district de Nyamagabe. Article publié dans International Journal of Novel Research in Education and Learning (IJNREL), ISSN 2394-9686, Vol. 8, numéro 3, pp : (12-19), mois : mai - juin 2021.
- Mbonimana. G. & UWIMANA, A. (2021). Une évaluation de l'enseignement et de la formation techniques, professionnels et de formation sur le marché du travail au Rwanda : un cas de NPD Ltd. Article publié dans International Journal of Social Science and Humanities Research (IJSSHR). ISSN 2348-3156 (Imprimé). ISSN 2348-3164 (en ligne). Vol. 9, numéro 2, pp : (257-264), mois : avril - juin 2021.
- Mbonimana, G., UWAMBAJIYERA, C. (2021). Effet de la planification des ressources humaines sur la performance managériale. Article publié dans International Journal of Recent Research in Commerce Economics and Management (IJRRCEM). ISSN 2349-7807. Vol. 8, numéro 2, pp : (44-52), mois :
- Mbonimana. G. & MUJYAMBERE, G. (2021). Une étude de l'engagement parental sur les performances scolaires dans le district de Nyarugenge (2014-2019). Article publié dans International Journal of Social Science and Humanities Research. IJSSHR). ISSN 2348-3156 (Imprimé). ISSN 2348-3164 (en ligne). Vol. 9, numéro 2, pp : (265-273), mois : avril - juin 2021.

## Membre du comité
Gamariel Mbonimana a siégé dans divers comités tels que représentant de classe de psychopédagogie à l'INATEK (janvier 2006-décembre 2006), en tant qu'examinateur au Rwanda Education Board of Secondary School marquant la psychologie, la sociologie, la philosophie et le papier général (2012-2014), en tant que membre du comité pédagogique du Rwanda Peace Education Program (janvier 2015-décembre 2015). Il est membre du comité sur l'éducation, la technologie, la culture et la jeunesse au Parlement du Rwanda,.

## Vie personnelle
Gamariel Mbonimana est marié à Ingabire Marie Claire et ils ont 3 enfants ; Mbonimana Keza Ornella, Mbonimana Gwiza Briella et Mbonimana Nshuti Elouan. Ses passe-temps incluent jouer au football, lire la Bible ainsi que d'autres livres généraux et regarder des films documentaires,.